# Pauline McLynn
Pauline McLynn est une actrice irlandaise née le 11 juillet 1962 à Sligo (Irlande).

## Filmographie
- 1988 : Troubles (TV) : Hospital Nurse
- 1990 : The Truth About Claire (TV) : Denise
- 1992 : Horizons lointains (Far and Away) de Ron Howard : prostituée
- 1994 : Joey's Christmas
- 1995 : Guiltrip : Joan
- 1996 : Father Ted (saison 1)
- 1996 : My Friend Joe : Ms. Doyle
- 1996 : It Happened Next Year (TV) : Various
- 1997 : Father Ted (saison 2)
- 1997 : Electricity (court métrage) : Lydia Lipp
- 1998 : Father Ted (saison 3)
- 1998 : Pour que triomphe la vie (Her Own Rules) (TV) : Constable Williams
- 1999 : The Most Fertile Man in Ireland : Maeve
- 1999 : Aristocrats (feuilleton TV) : Susan Fox-Strangways
- 1999 : Bremner, Bird and Fortune (série TV)
- 1999 : Dark Ages (série TV) : Agnes
- 1999 : Les Cendres d'Angela (Angela's Ashes) : tante Aggie
- 2000 : Nora : Miss Kennedy
- 2000 : Quills, la plume et le sang (Quills) : Mademoiselle Clairwill
- 2000 : Brendan et Trudy (When Brendan Met Trudy) : Nuala
- 2000 : Pile poil (An Everlasting Piece) : Gerty
- 2001 : Black Day at Black Rock (TV)
- 2001 : Poèmes pour Iris (Iris) : Maureen
- 2002 : Gina and Stella
- 2003 : Le Retour (The Return) (TV) : Laura Dunmore
- 2005 : Gypo : Helen
- 2005 : O (court métrage) : Anne
- 2005 : Heidi : tante Detie
- 2018 : Capitaine Morten et la Reine des araignées (voix)
- 2018 : Johnny English contre-attaque (la conductrice de l'auto-école)
- 2021 : Last Night in Soho : Carol